# Campeonato Paulista de Futebol de 1904
O Campeonato da Liga Paulista Foot-Ball de 1904 foi a 3.ª edição da competição entre clubes de futebol paulistanos filiados à LPF. É reconhecido oficialmente pela Federação Paulista de Futebol como a terceira edição do Campeonato Paulista de Futebol.
Disputado entre 3 de maio e 30 de outubro daquele ano, contou pela primeira vez com a participação de seis agremiações. Teve como campeão o São Paulo Athletic, que conquistou seu terceiro título local, também o primeiro de maneira invicta da história da liga.

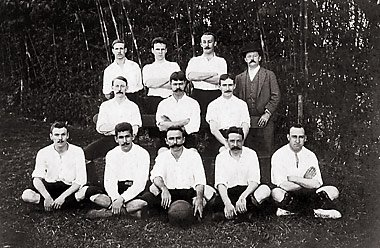
Equipe do São Paulo Athletic, com Charles Miller ao centro.

## História
A Liga Paulista de Foot-Ball manteve os planos de oferecer uma sexta vaga à associações esportivas não coligadas à entidade originalmente e duas equipes disputaram uma seletiva valendo um lugar no campeonato de 1904. A Athletica das Palmeiras, um time do bairro de Santa Cecília, venceu o Club Athletico Internacional, campeão da cidade de Santos, por 1–0, no campo do Velódromo e se garantiu no cobiçado campeonato da LPF.
Mas a equipe estreante foi um verdadeiro saco de pancadas das equipes da liga, cuja qualidade técnica era superior. Apesar de bater o Germânia na estreia, acabou perdendo as outras nove partidas, cinco delas por diferença igual ou superior a quatro gols, e terminou na lanterna, posição que lhe obrigava a disputar a seletiva para o torneio do próximo ano.
Mais uma vez, o campeonato foi dominado por São Paulo Athletic e Paulistano, que repetiram as duas primeiras temporadas e terminaram com o mesmo número de pontos na classificação. Assim, foram obrigadas a disputar uma partida extra para definir o campeão da liga naquele ano. E como nas outras vezes, deu Athletic, que com o tricampeonato consecutivo garantiu a posse definitiva da Taça Antonio Casimiro da Costa, o troféu oferecido ao campeão da LPF desde o torneio de 1902.
A grande maioria das partidas do torneio foram realizadas ou no Parque Antárctica Paulista ou no Velódromo de São Paulo e três outras no Campo do São Paulo Athletic Club (Rua da Consolação). Foram marcados 99 gols em 31 jogos (uma média de 3,19 por partida).

## Participantes
| Equipe                  | Cidade    | Fundação               | Participação | Títulos         |
| ----------------------- | --------- | ---------------------- | ------------ | --------------- |
| Athletica das Palmeiras | São Paulo | 9 de novembro de 1902  | 1ª           | -               |
| Germânia                | São Paulo | 7 de setembro de 1899  | 3ª           | -               |
| Internacional           | São Paulo | 19 de agosto de 1899   | 3ª           | -               |
| Mackenzie               | São Paulo | 18 de agosto de 1898   | 3ª           | -               |
| Paulistano              | São Paulo | 29 de dezembro de 1900 | 3ª           | -               |
| São Paulo Athletic      | São Paulo | 13 de maio de 1888     | 3ª           | 2 (1902 e 1903) |

## Regulamento
Segundo o estatuto do campeonato:
- Cada clube tem de jogar duas partidas com os outros participantes, sendo uma como mandante e outra como visitante. (Artigo 18)

- Quando um dos clubes não comparecer no lugar, dia e hora designados para a partida, esta será considerada ganha pelo clube que comparecer. Se nenhum clube comparecer, a partida será considerada perdida para os dois ausentes. (Artigo 19)

- As partidas só podem ser adiadas por motivo de grande relevância, a juízo dos representantes da Liga encarregados de fiscalizá-lo. O clube que, infringindo esse artigo, deixar de disputar três partidas consecutivas, será considerado desligado, ficando nulas as partidas já jogadas. (Artigo 20)

- O clube vencedor do campeonato anual recebe uma taça, pela qual fica responsável, e terá possa defintiva dessa taça aquele que for vencedor de três taças consecutivas. (Artigo 21)

- O campeão é a equipe que somar mais pontos (a vitória vale dois pontos, e o empate, um ponto). Havendo empate no resultado final, disputa-se um jogo extra. Essa partida desempate terminar em empate, é feita uma prorrogação não superior a 30 minutos. Se terminada essa prorrogação continuar o empate, é marcada uma nova partida, e assim por diante. (Artigo 22)

## Tabela
03/5 Internacional  4-0  Mackenzie
13/5 Paulistano     1-0  Mackenzie
22/5 Paulistano     2-0  Internacional
29/5 AA Palmeiras   3-0  Germânia
02/6 Mackenzie      0-3  Internacional
05/6 Paulistano     5-1  AA Palmeiras
12/6 São Paulo AC   1-0  Germânia
19/6 Internacional  1-0  Germânia
19/6 Paulistano     1-1  São Paulo AC
26/6 Paulistano     2-0  Germânia
29/6 São Paulo AC   5-0  AA Palmeiras
10/7 Germânia       2-3  São Paulo AC
14/7 Mackenzie      1-2  Paulistano
17/7 Germânia       0-4  Internacional
23/7 Mackenzie      4-0  AA Palmeiras
24/7 São Paulo AC   0-0  Paulistano
31/7 AA Palmeiras   0-3  São Paulo AC
31/7 Germânia       0-1  Paulistano
07/8 São Paulo AC   5-0  Internacional
07/8 AA Palmeiras   1-2  Paulistano
15/8 São Paulo AC   1-0  Mackenzie
21/8 Internacional  5-1  AA Palmeiras
28/8 Internacional  2-4  Paulistano
08/9 Mackenzie      3-2  Germânia
18/9 Internacional  1-4  São Paulo AC
18/9 Germânia       5-0  AA Palmeiras
25/9 AA Palmeiras   0-2  Internacional
28/9 Mackenzie      0-5  São Paulo AC
07/10 Germânia       2-0  Mackenzie
14/10 AA Palmeiras   1-3  Mackenzie

## Classificação
| Classificação | Classificação           | Classificação | Classificação | Classificação | Classificação | Classificação | Classificação | Classificação | Classificação |
| Time | Time                    | PG            | J             | V             | E             | D             | GP            | GC            | SG            |
| --- | ----------------------- | ------------- | ------------- | ------------- | ------------- | ------------- | ------------- | ------------- | ------------- |
| 1 | São Paulo Athletic      | 18            | 10            | 8             | 2             | 0             | 28            | 4             | 24            |
| 2 | Paulistano              | 18            | 10            | 8             | 2             | 0             | 20            | 6             | 14            |
| 3 | Internacional           | 12            | 10            | 6             | 0             | 4             | 22            | 15            | 7             |
| 4 | Mackenzie               | 6             | 10            | 3             | 0             | 7             | 11            | 21            | - 10          |
| 5 | Germânia                | 4             | 10            | 2             | 0             | 8             | 11            | 18            | - 7           |
| 6 | Athletica das Palmeiras | 2             | 10            | 1             | 0             | 9             | 6             | 34            | - 28          |
| PG - pontos ganhos; J - jogos; V - vitórias; E - empates; D - derrotas; GP - gols pró; GC - gols contra; SG - saldo de gols |                         |               |               |               |               |               |               |               |               |

|  |                                                  |
|  | Fazem partida de desempate para decidir o título |
|  | Disputa seletiva para o campeonato de 1905       |

## Jogo desempate
| 30 de outubro de 1904 | São Paulo Athletic | 1 – 0 | Paulistano | Velódromo Paulistano, São Paulo |
|                       | Charles Miller     |       |            | Árbitro: E.Lefevre              |

|  | São Paulo Athletic | Paulistano |

| SÃO PAULO ATHLETIC: |  |                              |  |
|                     |  |                              |  |
| G                   |  | Willy Holland                |  |
| Z                   |  | Jeffery                      |  |
| Z                   |  | Hodgkiss                     |  |
| M                   |  | Mac Ewan                     |  |
| M                   |  | Robinson                     |  |
| M                   |  | Duff                         |  |
| A                   |  | Herbert John Singleton Boyes |  |
| A                   |  | Sadler                       |  |
| A                   |  | Charles Miller               |  |
| A                   |  | Wright                       |  |
| A                   |  | Roboton                      |  |
| Treinador:          |  |                              |  |
|                     |  |                              |  |

| PAULISTANO: |  |                         |  |
|             |  |                         |  |
| G           |  | Tutu                    |  |
| Z           |  | José Rubião             |  |
| Z           |  | Guilherme Rubião        |  |
| M           |  | Raul                    |  |
| M           |  | Mesquita                |  |
| M           |  | Áureo                   |  |
| A           |  | Joaquim                 |  |
| A           |  | Plínio                  |  |
| A           |  | Álvaro Rocha            |  |
| A           |  | Ibanez de Moraes Salles |  |
| A           |  | Sampaio                 |  |
| Treinador:  |  |                         |  |
|             |  |                         |  |

## Classificação final
| Classificação - Final | Classificação - Final   | Classificação - Final | Classificação - Final | Classificação - Final | Classificação - Final | Classificação - Final | Classificação - Final | Classificação - Final | Classificação - Final |
| Time | Time                    | PG                    | J                     | V                     | E                     | D                     | GP                    | GC                    | SG                    |
| --- | ----------------------- | --------------------- | --------------------- | --------------------- | --------------------- | --------------------- | --------------------- | --------------------- | --------------------- |
| 1 | São Paulo Athletic      | 20                    | 11                    | 9                     | 2                     | 0                     | 29                    | 4                     | 25                    |
| 2 | Paulistano              | 18                    | 11                    | 8                     | 2                     | 1                     | 20                    | 7                     | 19                    |
| 3 | Internacional           | 12                    | 10                    | 6                     | 0                     | 4                     | 22                    | 15                    | 7                     |
| 4 | Mackenzie               | 6                     | 10                    | 3                     | 0                     | 7                     | 11                    | 21                    | - 10                  |
| 5 | Germânia                | 4                     | 10                    | 2                     | 0                     | 8                     | 11                    | 18                    | - 7                   |
| 6 | Athletica das Palmeiras | 2                     | 10                    | 1                     | 0                     | 9                     | 6                     | 34                    | - 28                  |
| PG - pontos ganhos; J - jogos; V - vitórias; E - empates; D - derrotas; GP - gols pró; GC - gols contra; SG - saldo de gols |                         |                       |                       |                       |                       |                       |                       |                       |                       |

|  |                                            |
|  | Campeão da LPF de 1904                     |
|  | Disputa seletiva para o campeonato de 1905 |

## Premiação
| Campeão Paulista de 1904       |
| ------------------------------ |
| SÃO PAULO ATHLETIC (3º título) |